# Giovanni Toselli
Giovanni Battista Toselli (Cuneo, 22 ottobre 1819 – Genova, 12 gennaio 1886) è stato un attore teatrale italiano, fondatore del teatro nazionale piemontese.
Dopo aver iniziato come avvocato, divenne poi attore e capo comico. In quegli anni, fondandosi sui principi del dramma borghese, il teatro in lingua piemontese aveva raggiunto una maturità espressiva, il cui interesse superava i confini del solo Regno di Sardegna. Dando voce alle aspirazioni della piccola-borghesia risorgimentale, la sua compagnia teatrale, la Reale Sarda, iniziò una riflessione sul teatro popolare e professionale, in cui la lingua piemontese, lingua utilizzata dallo stesso monarca Vittorio Emanuele II, diveniva il principale veicolo di espressione e di recitazione. Nel 1848 si aggregò alle truppe di Giuseppe Garibaldi; divenne celebre come interprete de Le miserie 'd Monsù Travèt di Vittorio Bersezio.